# Draga mea Clementine
Draga mea Clementine (titlu original: My Darling Clementine) este un film american Western din 1946 regizat de John Ford. Rolurile principale au fost interpretate de actorii Henry Fonda, Linda Darnell și Victor Mature.

## Distribuție
- Henry Fonda - Wyatt Earp
- Linda Darnell - Chihuahua
- Victor Mature - Dr. John Henry "Doc" Holliday
- Cathy Downs - Clementine Carter, fosta dragoste a lui Doc din Boston
- Walter Brennan - Newman Haynes Clanton, un crescător de vite
- Tim Holt - Virgil Earp
- Ward Bond - Morgan Earp
- Don Garner - James Earp
- Grant Withers - Ike Clanton
- John Ireland - Billy Clanton
- Alan Mowbray - Granville Thorndyke, un actor de scenă
- Roy Roberts - primar
- Jane Darwell - Kate Nelson
- J. Farrell MacDonald - Mac, barmanul
- Russell Simpson - John Simpson
- Charles Stevens - Indian Charlie (nemenționat)